# Für das Mädchen, das ich liebe
Für das Mädchen, das ich liebe ist das erste Studioalbum des deutschen Schlager- und Rockmusikers Peter Maffay. Es wurde im Jahre 1970 veröffentlicht.

## Entstehungsgeschichte
Nach dem großen Erfolg der Single Du begann der 20-jährige Peter Maffay an den Arbeiten zu seinem Debütalbum. Treibende Kraft zu diesem Album war sein Produzent Michael Kunze. Die Texte und Lieder wurden von verschiedenen Komponisten verfasst. Zu ihnen gehörten neben Kunze Peter Orloff, Wolfgang Rödelberger und Christian Bruhn. Die Aufnahmen fanden im Münchner Union Studio statt.

## Titelliste
in Klammern der jeweilige Autor

### Seite A
1. Für das Mädchen das ich liebe (Christian Bruhn) – 3:16
2. Guitar-Boy (Bruhn) – 5:37
3. Hab’ Vertrauen zu mir (Wolfgang Rödelberger) – 3:54
4. Ich komm’ nicht mehr los von dir (Peter Maffay) – 2:22
5. Ich war nie ein Sunnyboy (Bruhn) – 2:59
6. Du bist anders (Bruhn) – 3:24

### Seite B
1. Catalina (Bruhn) – 3:00
2. Hab’ ich dich schon verloren (Maffay) – 3:14
3. Lazy Daisy (Bruhn) – 2:16
4. Du (Peter Orloff) – 5:00
5. Angelico (Bruhn) – 3:02
6. Du brauchst einen, der dich liebt (Bruhn) – 2:41

Die LP wurde 1981 neu aufgelegt. Als Audio-CD wurde das Album am 7. Juni 1993 veröffentlicht.

## Erfolg
Das Album blieb nach dem Erfolg der ersten Single Du (Platz 1 in Deutschland, Belgien und den Niederlanden, Platz 2 in der Schweiz und Platz 8 in Österreich), die innerhalb von kürzester Zeit mit einer Goldenen Schallplatte ausgezeichnet wurde, hinter den Erwartungen zurück und verkaufte sich lediglich 17.000 Mal. Jedoch brachte das Album mit Du bist anders (Platz 5 in Deutschland, Österreich Platz 17) einen weiteren Hit hervor. Du bist anders wurde mit einem Filmauftritt in der Komödie Das haut den stärksten Zwilling um (1970) promotet. In diesem Film sang Maffay sowohl dieses Lied, als auch die B-Seite Lazy Daisy.